# Phêrô Mao Khánh Phúc
Phêrô Mao Khánh Phúc (sinh 1963, tiếng Trung:毛庆福, tiếng Anh:Peter Mao Qing-fu) là một giám mục người Trung Quốc được mật phong của Giáo hội Công giáo Rôma. Ông hiện đang có thể giữ nhiệm vụ là Giám mục Phụ tá của Giáo phận Lạc Dương.

## Tiểu sử
Nguồn tư liệu về giám mục họ Mao khá sơ sài. Ông sinh năm 1963 tại Trung Quốc., Sau khi hoàn tất chương trình chủng viện, năm 1994, Phó tế Mao Khánh Phúc được trao thừa tác vụ linh mục. Sau đó, ông được chọn làm Giám mục Phụ tá Lạc Dương, phụ tá cho Giám mục Placiđiô Bùi Vinh Quý. Lễ tấn phong cho vị tân chức được cử hành ngày 14 tháng 10 năm 2003.